# Centro Cultural de Belém

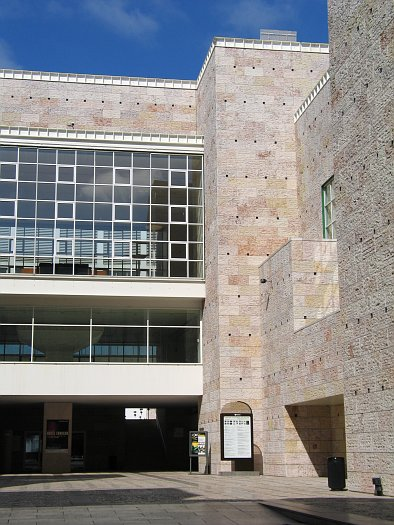
Centro Cultural de Belém

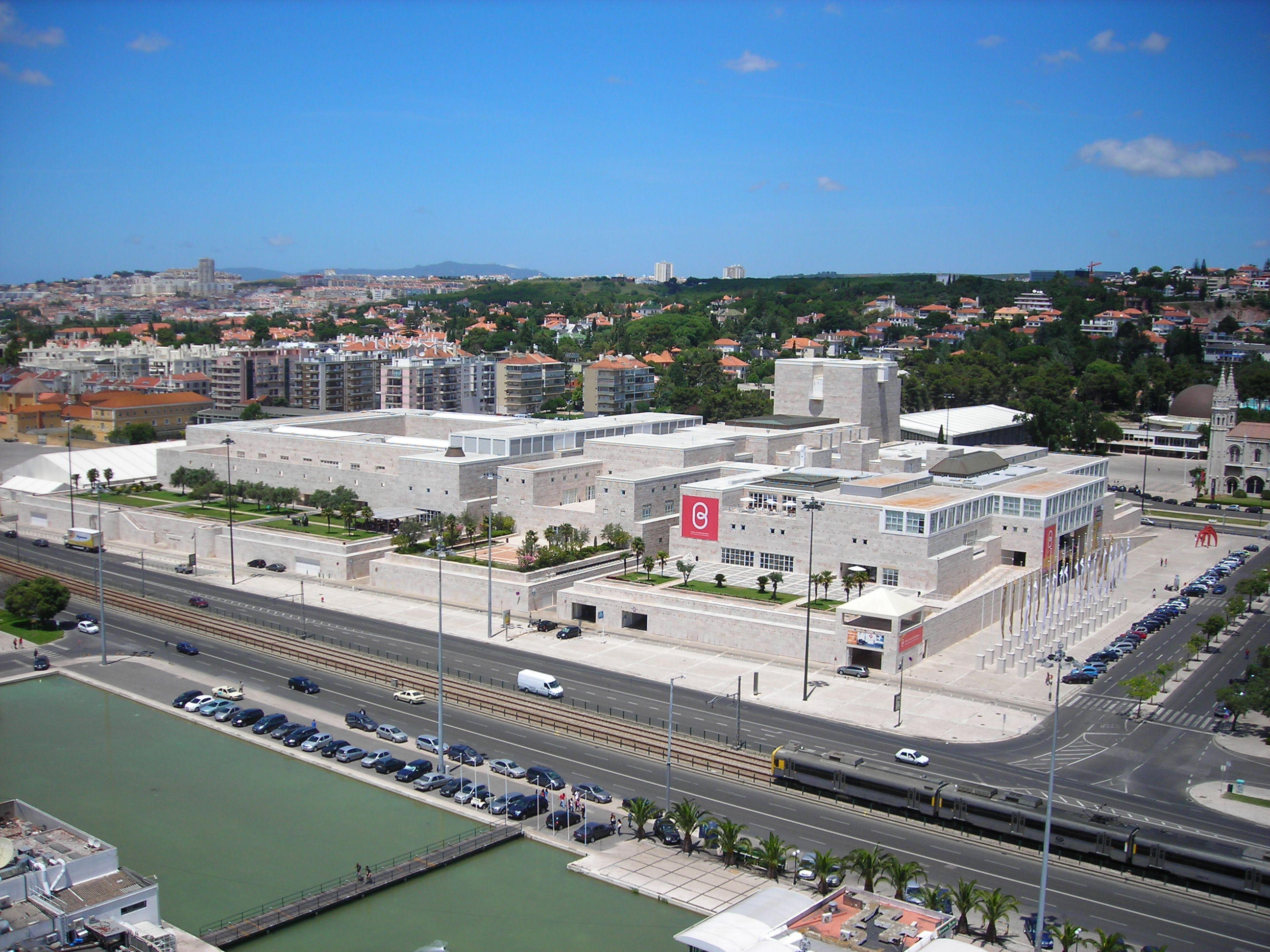
Das Centro Cultural de Belém vom Padrão dos Descobrimentos aus gesehen

Das Centro Cultural de Belém (CCB) (deutsch: Kulturzentrum von Belém) ist ein 1993 eröffnetes Kulturzentrum im Stadtteil Belém im Westen der portugiesischen Hauptstadt Lissabon. Anfangs nur als Sitz der portugiesischen EU-Ratspräsidentschaft 1992 gedacht, stellt das Kulturzentrum seitdem den Mittelpunkt des hauptstädtischen Kulturlebens dar.
Die portugiesische Regierung beschloss 1988 die Errichtung eines Sitzes für die EU-Ratspräsidentschaft Portugals 1992 im geschichtsträchtigen Stadtteil Belém, wo sich bereits unter anderem der Torre de Belém, der Präsidentenpalast (Palácio Nacional de Belém) und das Hieronymus-Kloster befinden.
Einen Architektenwettbewerb mit 57 Beiträgen gewannen die Architekten Vittorio Gregotti (Italien) und Manuel Salgado (Portugal) mit einem großen hellen Komplex aus fünf Einzelgebäuden: Konferenzzentrum (Centro de Reuniões), Zentrum der darstellenden Künste (Centro de Espectáculos), Ausstellungszentrum (Centro de Exposições), Hotelgebäude (Zona Hoteleira) und ein ergänzender Bau (Equipamento Complementar).
Die Bauarbeiten begannen im September 1988 und wurden bis Ende 1992 beendet. Nur drei der fünf von Gregotti und Salgado geplanten Gebäudekomponenten wurden verwirklicht; der Architekt Daciano Costa gestaltete die Innenausstattung. Der Kulturkomplex beherbergt heute auf einer Fläche von 97.000 Quadratmetern das Ausstellungszentrum mit der Kunstgalerie Museu Colecção Berardo, das Konferenzzentrum, in dem beispielsweise Konferenzen der OSZE stattfanden, und das Schauspielzentrum mit drei verschieden großen Sälen, in denen regelmäßig Opern- und Theateraufführungen stattfinden. Einige Geschäfte und Cafés ergänzen das Angebot.
Von 1999 bis 2006 befand sich das Lissaboner Designmuseum Museu do Design e da Moda im Kulturzentrum.